# Mjanma na Letnich Igrzyskach Olimpijskich Młodzieży 2010
Mjanmę na Letnich Igrzyskach Olimpijskich Młodzieży 2010 w Singapurze reprezentowało 4 sportowców w 4 dyscyplinach.

## Skład kadry

### Lekkoatletyka
- Swe Li Myint Myint

### Łucznictwo
- Aung Gyi

### Podnoszenie ciężarów
- Kay Khine Khine

### Taekwondo
- Naing Dwe Shein Shein